# Ариарих
Ариарих (Ariarich) — вождь вестготов, правил в первой половине IV века.
Ариарих был первым вестготским вождём, имя которого донесли до нас как Кассиодор, так и другие античные источники. Он, вероятно, был первым вестготским «судьёй» (kindins), который нам известен. К 30-м годам IV века, будучи оттеснены от Дуная, готы изменили направление своих ударов. Вероятно, около 330 года началась усиленная готизация трансильванской Дакии. Продвижение готов привело в 332 году к столкновению с потисскими сарматами. Во главе нападавших мог быть Видигойя, «наихрабрейший из готов», который погиб около Тисы «из-за хитрости сарматов» и был там похоронен. То, как «Готика» локализует события, заставляет думать, что готы быстро добились успеха, хотя и ненадолго.
Константин Великий, римский император, послал против готов своего сына Константина II с сильным войском, ударившим вестготам в тыл и нанесшим им сокрушительное поражение. Хотя пятьсот тайфальских всадников дали атакующим римлянам успешное аръеградное сражение, они не смогли избежать общей с вестготами участи. После этого группа вестготов, проникнувшая в страну сарматов вместе с женщинами и детьми, почти полностью погибла, если сообщаемое число «почти в сто тысяч умерших от голода и замёрзших» хотя бы приблизительно соответствует действительности. Во всяком случае, для готов война, которой руководил Ариарих, из агрессивной очень быстро превратилась в борьбу за выживание.
В 332 году Константин Великий заключил с Ариарихом союз, по условиям которого готы за ежегодное денежное вознаграждение поставляли определённое количество вспомогательных отрядов и могли возобновить жизненно необходимую для них торговлю с римскими соседями на Дунае. Следует, вероятно, предположить, что готы ещё до 332 года были римскими федератами, но союз с Константином — это первый договор между Римом и готским народом, о котором сообщают современники. Сын Ариариха отправился в качестве заложника в Константинополь. Вполне возможно, что его звали Аорих и он был отцом Атанариха.